# David Zima
David Zima (ur. 8 listopada 2000 w Ołomuńcu) – czeski piłkarz występujący na pozycji obrońcy we włoskim klubie Torino oraz w reprezentacji Czech. Wychowanek Sigmy Ołomuniec.